# Jozef Móder
Jozef Móder (* 19. září 1947, Tvrdošovce) je bývalý slovenský fotbalista, záložník, československý reprezentant, držitel zlaté medaile z mistrovství Evropy roku 1976. Jeho bratr Ladislav byl rovněž fotbalistou.

## Fotbalová kariéra
Fotbalovou kariéru začal v rodných Tvrdošovcích za Družstevník Tvrdošovce (1960–1965). Ligovou kariéru začal v roce 1966 v Interu Bratislava, ale po roce přestoupil do Lokomotívy Košice, s níž nejvíce spojil svůj fotbalový život, získal s ní mimo jiné dvakrát Československý pohár (1977, 1979). Jeho působení v Lokomotivě Košice přerušila pouze základní vojenská služba, kterou si odsloužil v letech 1971–1973 v Dukle Praha. V československé lize nastoupil ve 318 zápasech a vstřelil 75 gólů. V letech 1980–1982 hrál za rakouský klub Grazer AK, s nímž roku 1981 získal Rakouský pohár. Během tohoto působení se mu podařilo vstřelit gól přímo z rohového kopu. V Poháru vítězů pohárů nastoupil v 9 utkáních a v Poháru UEFA ve 3 utkáních.

## Ligová bilance
| Ročník                                   | Zápasy | Góly | Klub              |
| ---------------------------------------- | ------ | ---- | ----------------- |
| 1. československá fotbalová liga 1966/67 | 1      | 0    | Inter Bratislava  |
| 1. československá fotbalová liga 1967/68 | 25     | 2    | Lokomotíva Košice |
| 1. československá fotbalová liga 1968/69 | 26     | 5    | Lokomotíva Košice |
| 1. československá fotbalová liga 1969/70 | 28     | 11   | Lokomotíva Košice |
| 1. československá fotbalová liga 1970/71 | 27     | 7    | Lokomotíva Košice |
| 1. československá fotbalová liga 1971/72 | 28     | 9    | Dukla Praha       |
| 1. československá fotbalová liga 1972/73 | 27     | 5    | Dukla Praha       |
| 1. československá fotbalová liga 1973/74 | 29     | 7    | Lokomotíva Košice |
| 2. československá fotbalová liga 1974/75 | -      | -    | Lokomotíva Košice |
| 1. československá fotbalová liga 1975/76 | 29     | 9    | Lokomotíva Košice |
| 1. československá fotbalová liga 1976/77 | 24     | 8    | Lokomotíva Košice |
| 1. československá fotbalová liga 1977/78 | 30     | 2    | Lokomotíva Košice |
| 1. československá fotbalová liga 1978/79 | 27     | 8    | Lokomotíva Košice |
| 1. československá fotbalová liga 1979/80 | 25     | 5    | Lokomotíva Košice |
| Rakouská fotbalová Bundesliga 1980/81    | 28     | 6    | Grazer AK         |
| Rakouská fotbalová Bundesliga 1981/82    | 32     | 3    | Grazer AK         |
| 1. československá fotbalová liga 1982/83 | 18     | 2    | Lokomotíva Košice |
| CELKEM                                   | 378    | 84   |                   |

## Reprezentační kariéra
První reprezentační zápas odehrál v přátelském zápase 26. dubna 1972 proti Lucembursku. Na mistrovství Evropy roku 1976 odehrál oba zápasy ve finálové části. S reprezentačním dresem se rozloučil 21. září 1977 v kvalifikačním zápase na MS 1978 proti Skotsku. V československé reprezentaci odehrál 17 zápasů a vstřelil 3 góly, všechny tři ve čtvrtfinále mistrovství Evropy 1976 do sítě Sovětského svazu.

## Trenérská kariéra
Jako trenér působil delší dobu v zahraničí, např. v letech 1985–1986 působil v Kuvajtu, kam se vrátil jako trenér spolu s košickým hráčem Miroslavem Sovičem.